# Halocarpus biformis
Halocarpus biformis (Engels: pink pine of yellow pine) is een conifeer uit de familie Podocarpaceae. De boom kan een groeihoogte bereiken van 10 meter, maar is meestal een laag spreidende struik. 
De soort is inheems in Nieuw-Zeeland, waar deze voorkomt op het Noordereiland, het Zuidereiland en het Stewarteiland. De struik groeit in open gebieden. Het wordt gevonden op grotere hoogten op het vulkanische plateau van het Noordereiland en op lagere hoogten van het Zuidereiland en Stewarteiland. De soort staat op de Rode Lijst van de IUCN geklasseerd als 'niet bedreigd'.